# شدت
تعتبر شدًت أو كما تسمَّى في بعض المناطق حرينا من الألعاب الشعبية السودانية التي كانت تُمارَس على نطاقٍ واسعٍ في أرجاء السودان. تعتمد اللعبة على أن يلامس اللاعب من الفريق المهاجم حدود الفريق المدافع، دون أن يسقط، فإن نجح يحصل فريقه على نقطة، وإن تم إسقاطه يتم استبعاده. ويمكن أن تلعب شدّت بأي عددٍ من اللاعبين أكثر من اثنين.
عند اللعب، يتم تقسيم المشاركين إلى فريقين (مهاجم ومدافع)، ولكل فريق موقع محدد، ثم يتم تحديد خطٍ أو دائرةٍ على اللاعب المهاجم الوصول إليها ليسجّل نقطة، فيما يعمل المدافعون على صدّه ومنعه من الوصول إليها. يقوم المشاركون باستخدام قدمٍ واحدة ويد واحدة بالخلاف، فمثلاً يتم «عكف» القدم اليمنى خلف الظهر وشدها إلى أعلى بواسطة اليد اليسرى. وإذا ما تم إسقاط المهاجم أو أنزلت قدمه المعكوفة إلى الأرض يتم استبعاده، أما إذا استطاع أن يصل إلى المنطقة المحددة يحصل فريقه على نقطة. إذا أسقط لاعبٌ أو لامست قدمه الأرض ثم استمرَّ في اللعبة، يتم إيقاف اللعبة مع تبديل الأدوار ومنح الفريق الآخر نقطة. يتم دفع أو شد قدم اللاعب المهاجم حتى يتم إسقاطه.